# Josef Pongratz (General)
Josef Michael Pongratz (* 16. Oktober 1879 in Dresden; † nach 1930) war ein sächsischer Offizier und späterer Generalmajor der Reichswehr.

## Leben
Pongratz wurde Unteroffizier im Pionier-Bataillon Nr. 12 der sächsischen Armee und wurde am 20. April 1900 zum Fähnrich in der 4. Kompanie ernannt. Mit einem Patent vom 1. Februar 1900 avancierte er am 22. Januar 1901 zum Leutnant im Bataillon. 1902 wurde er für ein Jahr zur Vereinigten Artillerie- und Ingenieurschule abkommandiert und diente nach Rückkehr in der 2. Kompanie des Bataillons. 1905 wurde er erneut an die Vereinigte Artillerie- und Ingenieurschule befehligt. Am 29. März 1906 wurde er mit dem Ritterkreuz II. Klasse des württembergischen Friedrichs-Orden ausgezeichnet. 1906 wurde er in Dresden Adjutant des Kommandeurs der Pioniere, Hermann Robert Krahl. Er wurde am 20. März 1908 vorläufig zum Oberleutnant ohne Patent ernannt. Das Patent zu dem Dienstgrad erhielt er am 23. September 1908. 1910 wurde er für drei Jahre zur preußischen Kriegsakademie in Berlin abkommandiert. Am 11. Juli 1913 wurde er zum überzähligen Hauptmann befördert und zur 3. Kompanie seines Stamm-Bataillons befehligt. Am 1. April 1914 wurde er für ein Jahr zur Dienstleistung beim Großen Generalstabe in Berlin abkommandiert. Unter Belassung zur Kommandierung in den Großen Generalstab wurde er im April 1914 auch zum Hauptmann beim Stabe des 10. Infanterie-Regiment Nr. 134 ernannt.
Nach Ausbruch des Ersten Weltkrieges wurde Pongratz zur Militär-Eisenbahn-Direktion 1 in Lüttich befehligt. Er wurde am 16. März 1915 zum Generalstab, zwecks Dienstleistung beim Armee-Oberkommando 5, versetzt. Im Dezember 1915 wurde er mit dem Ritterkreuz I. Klasse mit Schwertern des Albrechts-Ordens ausgezeichnet. Nachfolgend wurde er zum Generalstab der 53.-Reserve-Division befehligt, welche in Ostgalizien verwendet wurde. Pongratz konnte sich als Generalstabsoffizier während eines Angriffs auf russische Stellungen im Juli 1917, der Verfolgungsgefechte der späteren Tage und der Angriffsschlacht am 31. Juli des Jahres  deutlich bewähren. Er war ein treuer Berater seines Divisionskommandeurs und zeigte großes Verständnis sowohl für die Erfordernisse der Operationen als auch für die Bedürfnisse der Truppen. Er wurde so am 30. August 1917 mit dem Ritterkreuz des Militär-St.-Heinrichs-Ordens ausgezeichnet. Nachfolgend wurde er in das sächsische Kriegsministerium versetzt, wo er am 23. Januar 1918 zum Major befördert wurde.
Nach Kriegsende wurde Major Pongratz in die Reichswehr übernommen und diente 1921 beim Generalstab der 4. Division in Dresden. Er wurde 1924 zum Truppenübungsplatz Königsbrück befehligt. Nach Beförderung zum Oberstleutnant gehörte er dem Regimentsstab des 11. (Sächsischen) Infanterie-Regiment an. Am 1. November 1928 wurde er zum Kommandanten der Befestigungen bei Lötzen ernannt. Er wurde in dieser Eigenschaft am 1. Februar 1929 zum Oberst befördert. Er schied unter Verleihung des Charakters des Generalmajors aus dem aktiven Heer aus.